# Caldo verde
Le caldo verde (« bouillon vert », en portugais), est une soupe au chou cavalier, traditionnelle du nord du Portugal et consommée dans tout le pays. Elle est épaisse et de couleur verte, faite avec des feuilles de chou coupées en lanières très fines.

## Dégustation
Dans la coutume du Minho, la soupe est servie dans un bol en argile, avec un peu d'huile d'olive, et accompagnée de rondelles de saucisson (chouriço) et de pain (broa). Comme c'est une soupe simple et légère , on la mange en entrée ou au souper.

## Curiosités
- Une coutume est de manger cette soupe après minuit au réveillon.
- À la Saint-Jean, cette soupe est un des plats obligatoires.
- Avec la canja de poulet, elle est le plat portugais le plus facile à préparer et l'un des plus populaires.
- À la suite d'un sondage national, il est considéré depuis 2011 comme l'une des sept merveilles de la gastronomie portugaise[2].